# Fotin
Fotin – wieś w Rumunii, w okręgu Buzău, w gminie Râmnicelu. W 2011 roku liczyła 224 mieszkańców.